# Bledzów
Bledzów (do 1945 niem. Grünhübel) – przysiółek wsi Bielany Wrocławskie w Polsce, położony w województwie dolnośląskim, w powiecie wrocławskim, w gminie Kobierzyce. Stanowi południową część wsi Bielany Wrocławskie.

## Historia
Dawniej odrębna wieś  wzmiankowana po raz pierwszy już w roku 1155. W Polsce od 1945, gromada w gminie Gniechowice, od 1954 w gromadzie Tyniec Mały.
W latach 1975–1998 miejscowość administracyjnie należała do województwa wrocławskiego.